# Synedoida saxea
Synedoida saxea är en fjärilsart som beskrevs av Edwards 1881. Synedoida saxea ingår i släktet Synedoida och familjen nattflyn. Inga underarter finns listade i Catalogue of Life.